# Kepler-53 b
 (mai 2025).
Kepler-53 b est une exoplanète de type Jupiter tiède en orbite autour de la son étoile hôte Kepler-53, située à environ 4 455,52 années-lumière de la Terre.

## Caractéristiques physiques
L'exoplanète se distingue par sa masse modérée de 0,35 MJ, son rayon compact de 0,26 RJ et sa température élevée de 701 K.

## Orbite
Elle orbite à 0,14  unités astronomiques de son étoile, une distance comparable à celle de Vénus dans le système solaire.

## Découverte
L'exoplanète a été découverte par la méthode des transits en 2012.

## Habitabilité
Les conditions d'habitabilité de cette exoplanète ne sont pas déterminées ou ne sont pas connues.